# Tubuai

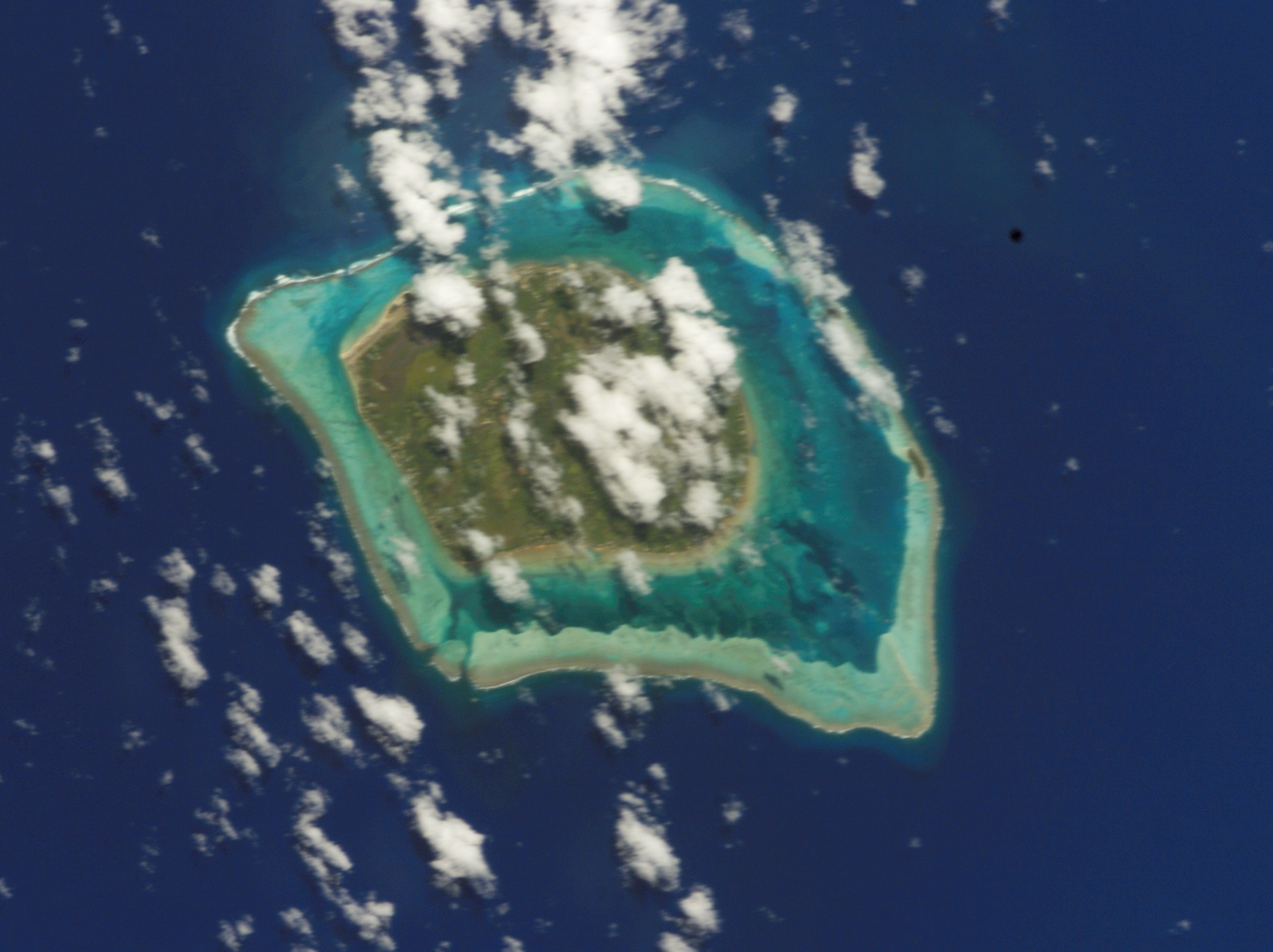
Vista de Tubuai por satélite

A ilha Tubuai, também chamada Moutou, é o centro administrativo e econômico do arquipélago das Austrais, que também se chamam ilhas Tubuai. Está situada a 640 km ao sul de Taiti, 210 km à sudeste de Rurutu e a 180 km à noroeste de Raivavae.

## Geografia
De forma oval, a ilha tem um relevo formado por dois vulcões, com uma altitude máxima de 422 metros no monte Taita, e uma superfície total de 45km². Está rodeada de uma lagoa protegida por um círculo de ilhotas: Motu Toena, Motu Roa, Motu Motiha, Motu Ofai e Ilhota de Sable.

## História e população
As aldeias da ilha são Mataura (a capital), Taahueia e Mahu (com 2.171 habitantes é a ilha mais povoada do arquipélago das Austrais).
Tubuai, assim como Rurutu, foi povoada a partir do arquipélago da Sociedade por volta do ano de 900. James Cook foi o primeiro europeu a explorá-la em 9 de agosto de 1777.
Em 1819 Tubuai reconheceu a soberania de Pomare II, rei do Taiti e a população se converteu ao protestantismo. Em 1844 chegaram os mormones, hoje em dia maioritários. Por fim, em 1881 foi anexada pela França.